# Otto Mende (Widerstandskämpfer)
Karl Hans Otto Mende (* 10. Februar 1907 in Zwickau; † 26. Juni 1944 im Untersuchungsgefängnis Hamburg) war ein deutscher kommunistischer Widerstandskämpfer gegen den Nationalsozialismus und NS-Opfer.

## Leben
Mende entstammte einer Arbeiterfamilie. Nach dem Besuch der Volksschule und dem Erwerb seines Realschul-Abschlusses erlernte er den Beruf des Schlossers und war als Metallarbeiter beschäftigt. Er sympathisierte mit der Kommunistischen Partei Deutschlands (KPD) und engagierte sich gegen den aufkommenden Nationalsozialismus, auch nach der Machtübertragung an die NSDAP. Mit seinen Freunden hörte er Auslandssender und diskutierte mit ihnen über politische Fragen des Widerstands. Im August 1936 wurde er verhaftet und vor dem Oberlandesgericht in Hamburg in einem Verfahren gegen Rudolf Mokry und neun andere angeklagt und am 22. April 1937 zu einer dreieinhalbjährigen Zuchthausstrafe verurteilt. Als er entlassen wurde, begann er eine Tätigkeit auf der Kiehnwerft von Hamburg. Hier fand er Verbindung zur Widerstandsgruppe „Bästlein-Jacob-Abshagen“, die unter der Arbeiterschaft Aufklärung über die Ziele des NS-Regimes betrieb und nach dem Beginn des Zweiten Weltkrieges Hilfen für ausländische Zwangsarbeiter organisierte. In den Hamburger Großbetrieben bildeten sich Widerstandszellen, so auch in der Kiehnwerft, wo diese Gruppe von Mende angeführt wurde. Nachdem die Gestapo 1942 das Netzwerk der Bästlein-Gruppierung zerschlagen hatte, wurde auch Mende am 25. November 1942 verhaftet, kurz danach freigelassen, aber am 19. März 1943 erneut festgenommen. Nach einem sechswöchigen Hafturlaub wegen der Zerstörungen im Untersuchungsgefängnis durch Luftangriffe kehrte er am 10. September zum Haftantritt zurück. Am 31. Januar 1944 fand im „Hamburger Kommunistenprozess“ die Hauptverhandlung durch den Oberreichsanwalt beim Volksgerichtshof gegen Hornberger und acht andere statt, darunter gegen Ernst Mittelbach. Mendes Urteil lautete auf Todesstrafe wegen „Vorbereitung zum Hochverrat“. Am 26. Juni 1944 zwischen 16:00 und 16:30 Uhr wurde Otto Mende zusammen mit Paul Thürey, Erich Heins, Karl Kock, Hans Köpke, Ernst Mittelbach, Walter Reber, Wilhelm Stein, Kurt Vorpahl und Oskar Voss im Hamburger Untersuchungsgefängnis enthauptet. Mende wurde als zweiter um 16:05 Uhr getötet.

## Ehrung
An seinem letzten Wohnort Billhorner Mühlenweg 1 Ecke Billhorner Kanalstraße (Hamburg-Mitte, Rothenburgsort) wurde von dem Aktionskünstler Gunter Demnig zur Erinnerung an Otto Mende ein Stolperstein verlegt, ein weiterer vor dem Untersuchungsgefängnis in Hamburg-Neustadt.